# Ротале (Потенца)
Ротале (итал. Rotale) је насеље у Италији у округу Потенца, региону Базиликата.
Према процени из 2011. у насељу је живело 193 становника. Насеље се налази на надморској висини од 677 м.